# Henri Cornet
Henri Jardry, anomenat Henri Cornet (Desvres, 4 d'agost de 1884 - Prunay-le-Gillon, 18 de març de 1941), fou un ciclista francès, vencedor del Tour de França de 1904 i la París-Roubaix de 1906.

## Biografia
Amb 19 anys, 11 mesos i 20 dies s'imposa al Tour de França de 1904, cosa que el converteix en el vencedor més jove de la història del Tour, per davant de Tadej Pogačar. Inicialment finalitzà la cursa en cinquena posició, però la desqualificació dels quatre primers de la classificació final per greus irregularitats comeses en el transcurs de la prova possibilità el seu triomf.
Altres èxits foren la victòria a la París-Roubaix de 1906, després d'haver obtingut la segona posició el 1905 i la segona posició a la Bordeus-París de 1905.

## Palmarès
- 1904
  - 1r al Tour de França i vencedor d'una etapa
- 1906
  - 1r a la París-Roubaix

### Resultat al Tour de França
- 1904. 1r de la classificació general i vencedor d'una etapa
- 1905. Abandona (4a etapa)
- 1907. Abandona (4a etapa)
- 1908. 8è a la classificació general
- 1909. Abandona (4a etapa)
- 1910. 16è a la classificació general
- 1911. 12è a la classificació general
- 1912. 28è a la classificació general